# Jax Jones
Jax Jones, właściwie Timucin Fabian Kwong Wah Aluo (ur. 25 lipca 1987 w Londynie) – brytyjski multiinstrumentalista, producent muzyczny, DJ i autor tekstów piosenek, który współpracuje z wytwórnią Duke’a Dumonta, nominowany do nagrody Grammy w kategorii Najlepsza taneczna produkcja brytyjska BRIT Awards 2015. Był współproducentem utworu „I Got U” (2014) z Dumontem, który znalazł się na pierwszym miejscu na liście przebojów w Wielkiej Brytanii i Irlandii.

## Dyskografia

### Albumy
- 2019 – Snacks (Supersize)

### Minialbumy (EP)
- 2018 – Snacks – platynowa płyta w Polsce[6]
- 2019 – Midnight Snacks (Part 1)

### Single
- 2013 – „Go Deep”
- 2015 – „Yeah Yeah Yeah”
- 2016 – „House Work” (gościnnie: Mike Dunn i MNEK)
- 2016 – „You Don’t Know Me” (gościnnie: Raye) – 2x platynowa płyta w Polsce[7]
- 2017 – „Instruction” (gościnnie: Demi Lovato i Stefflon Don) – platynowa płyta w Polsce[7]
- 2017 – „Breathe” (gościnnie: Ina Wroldsen) – 2x platynowa płyta w Polsce[7]
- 2018 – „Ring Ring” (gościnnie: Mabel i Rich the Kid)
- 2018 – „Play” (oraz Years & Years) – platynowa płyta w Polsce[8]
- 2019 – „All Day and Night” (oraz Martin Solveig, gościnnie: Madison Beer) – 3x platynowa płyta w Polsce[7]
- 2019 – „One Touch” (oraz Jess Glynne)
- 2019 – „Harder” (oraz Bebe Rexha) – platynowa płyta w Polsce[7]
- 2019 – „Jacques” (oraz Tove Lo)
- 2019 – „This Is Real” (oraz Ella Henderson)
- 2020 – „Tequila” (oraz Martin Solveig, gościnnie: Raye)
- 2020 – „I Miss U” (gościnnie: Au/Ra) – złota płyta w Polsce[9]
- 2021 – „Out Out” (oraz Joel Corry, gościnnie: Charli XCX i Saweetie) – platynowa płyta w Polsce[6]
- 2022 – „Where Did You Go?” (gościnnie: MNEK) – 2x platynowa płyta w Polsce[6]
- 2023 – „Whistle” (oraz Calum Scott) – platynowa płyta w Polsce[6]
- 2024 – „Never Be Lonely” (oraz Zoe Wees) – platynowa płyta w Polsce[6]

### Z gościnnym udziałem
- 2014 – „I Got You” (Duke Dumont, gościnnie: Jax Jones)

### Remiksy
- 2014 – „Won’t Look Back”
- 2014 – „If You Wait”
- 2014 – „Ready for the Good Life”
- 2015 – „Talking Body”
- 2015 – „Shine”
- 2015 – „Impossible”
- 2015 – „On My Mind”
- 2016 – „WTF (Where They From)”
- 2016 – „House Work” (Carnival VIP)
- 2016 – „After the Afterparty”
- 2017 – „Say a Prayer”
- 2019 – „Late Night Feelings” (Midnight Snack Remix)